# Aemilius Macer

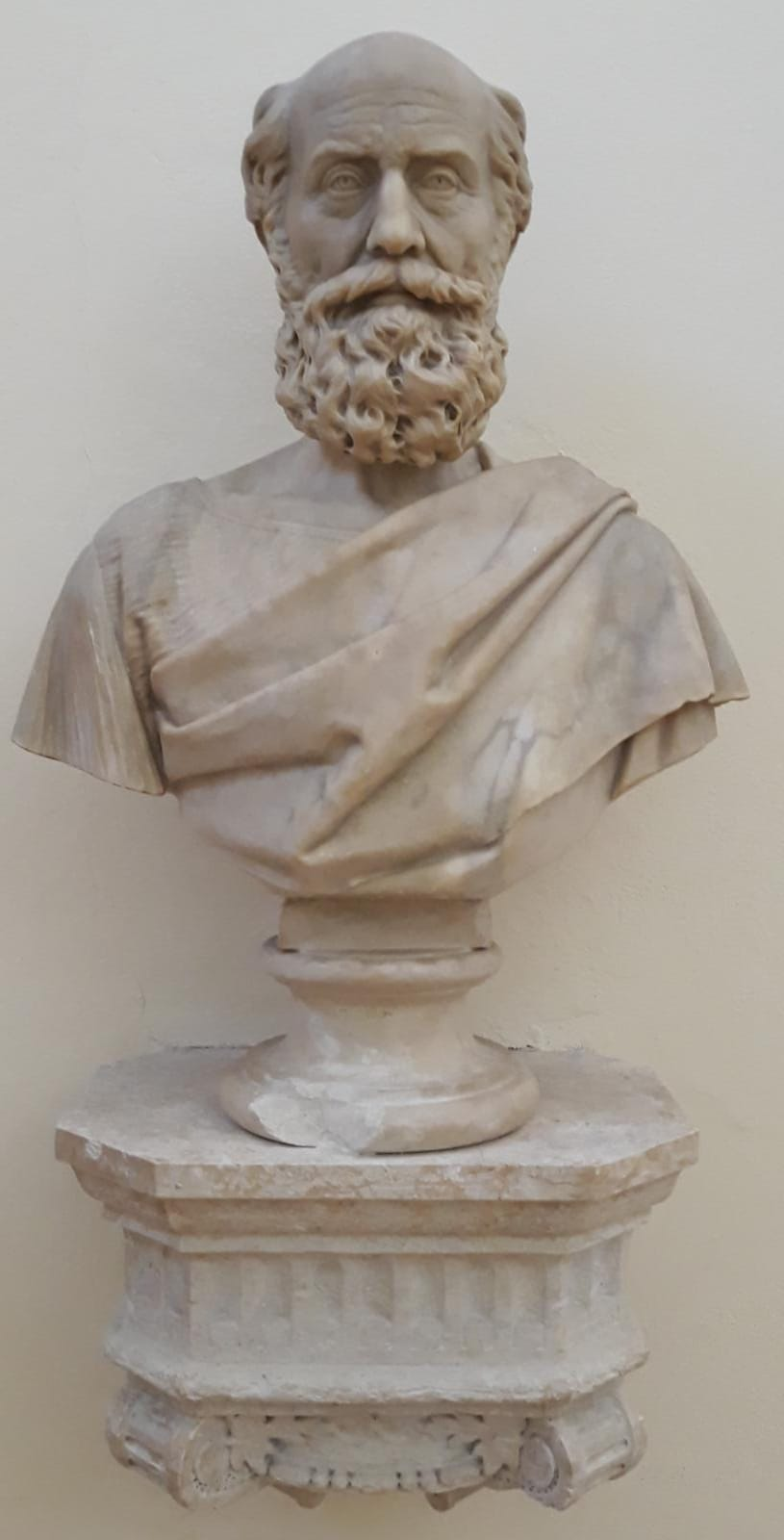
Aemilius Macer. Buste in de Biblioteca civica (Verona).

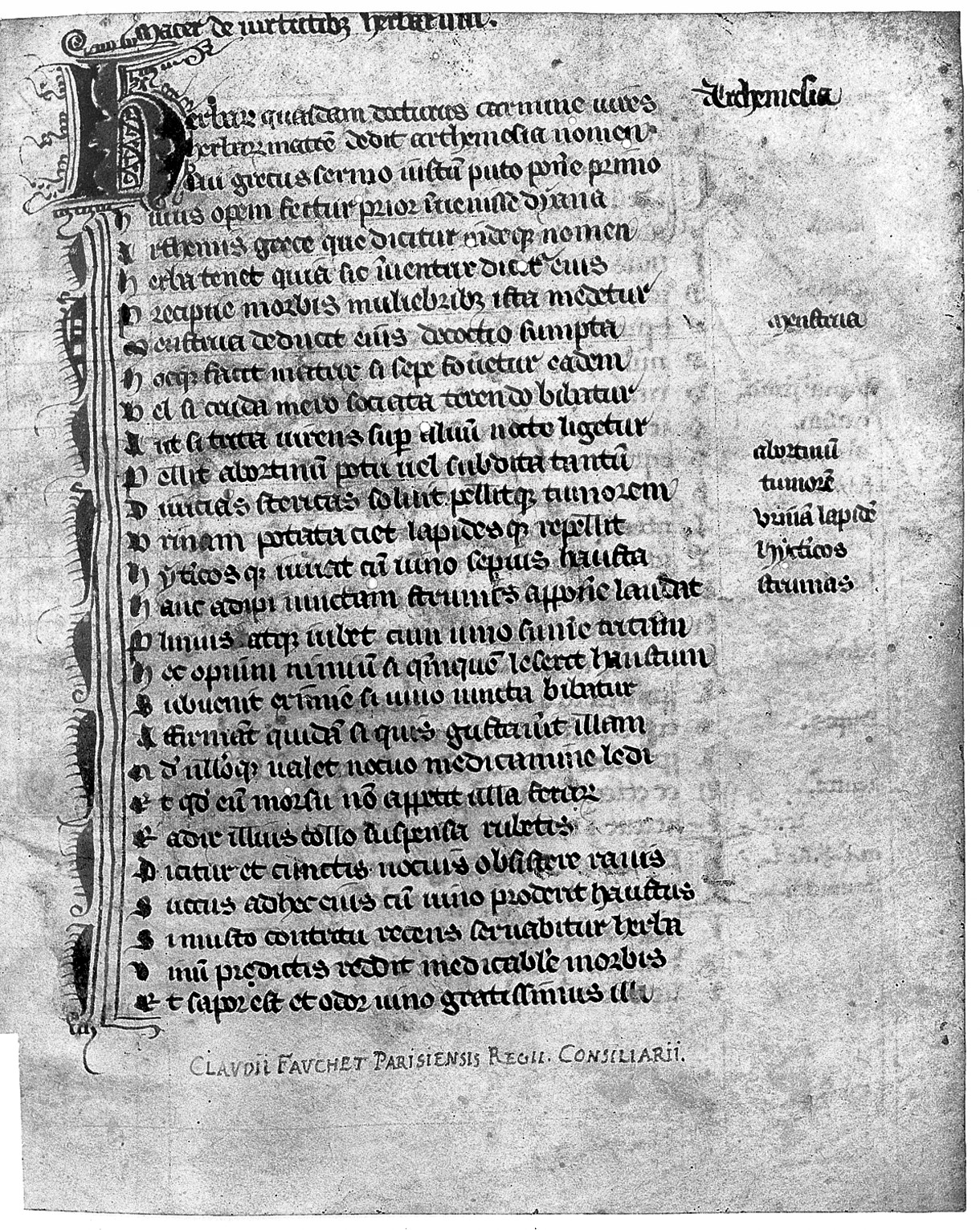
Macer floridus, botanisch leerdicht uit de 14e eeuw

Aemilius Macer (Verona, voor 43 v.Chr. – Asia, 16) was een dichter in het Romeinse Rijk ten tijde van keizer Augustus. 

## Levensloop
Macer was afkomstig van Verona. Hij was bevriend met Tibullus, Ovidius en Vergilius. Tibullus omschreef Macer als een didactisch dichter.
De inspiratie haalde Macer bij de werken van Nicander, een Grieks medicus. Mogelijks deed Macer niets anders dan het werk van Nicander uit het Oud-Grieks te vertalen naar het Latijn, en dit in leerdichten; doch dit is onzeker. Quintilianus noemde Macer overigens een imitator. Macer’s werk is verloren gegaan maar citaten leefden voort in werk van anderen.
Over Macer’s werk is achteraf af te leiden dat hij drie leerdichten schreef:
- Ornithogonia: over het leven van de vogels en hoe mensen in vogels veranderen
- Theriaca: over slangengif en hun tegengif.
- Alexipharmaca: over het heilzaam effect van planten, soms ook getiteld als De naturis herbarum of De viribus. Mogelijks was het derde gedicht een deel van het tweede gedicht doch dit is niet uit te maken.

Hij stierf tijdens een reis in de provincie Asia.

## Later geciteerd
- Ovidius citeert Macer in zijn werk Tristia, Boek 4, hoofdstuk X, verzen 43-44. In dit deel spreekt Ovidius autobiografisch over zijn jeugdjaren: Saepe suas volucres legit mihi grandior aevo, quaeque necet serpens, quae iuvet herba, Macer.[2] Vertaald in het Nederlands: Macer, grootser dan zijn tijdperk, las mij vaak voor over zijn vogels, over de slang die doodt en over kruid dat helpt.
- Quintilianus citeerde Macer in Institutio Oratoria ; hij omschreef de stijl van Macer als eenvoudig voor een didactisch werk.[3] Eenvoudig staat hier in tegenstelling tot technisch.
- Plinius de Oudere gebruikte het werk van Macer om zijn Naturalis Historia op te stellen.
- De grammatici Diomedes en Carisius gebruikten citaten uit het werk van Macer.
- Odo, een Frans medicus uit Mehum-sur-Loire in de middeleeuwen citeerde hem in zijn werk over botanica en farmacologie (11e eeuw).[4] Aan Macer werden botanische werken toegeschreven die niet van zijn hand zijn; de term 'Macer' werd zo synoniem voor botanisch handboek, zoals het boek Macer Floridus, een leerdicht in het Latijn geschreven uit de 14e eeuw.